# Festuca serana
Festuca serana là một loài thực vật có hoa trong họ Hòa thảo. Loài này được Markgr.-Dann. mô tả khoa học đầu tiên năm 1996.